# Madonna col Bambino in gloria con i santi Martino e Caterina
La Madonna col Bambino in gloria con i santi Martino e Caterina è un dipinto a olio su tela centinata (215x143 cm) del Moretto, databile al 1530 circa e conservato sull'altare maggiore della chiesa di San Martino a Porzano, frazione di Leno, in provincia di Brescia.
La tela è opera della prima maturità dell'autore ed è considerata come il preludio alla piena formazione artistica che verrà raggiunta a breve, ad esempio con l'Incoronazione della Vergine con i santi Michele Arcangelo, Giuseppe, Francesco e Nicola di Bari nella collegiata dei Santi Nazaro e Celso a Brescia, considerabile come la diretta evoluzione di questa pala di Porzano.

## Storia
Il dipinto è stranamente assente in tutta la letteratura artistica storica e non è citato in alcun catalogo giunto fino a noi. Viene analizzato per la prima volta solo nel 1954 da Camillo Boselli, che lo attribuisce immediatamente al Moretto. L'unico accenno alla tela prima dello studio del Boselli è riscontrabile in una nota manoscritta di Stefano Fenaroli su un documento pubblicato da Paolo Guerrini nel 1940, dove lo storico accenna al parere di molti che la volevano del Moretto, benché secondo lui fosse una copia. L'opera, comunque, è oggi attribuita con grande sicurezza al pittore bresciano. All'inizio degli anni settanta del secolo, durante un restauro, è risultato che la tela è stata sensibilmente ridotta lungo i margini per essere adattata all'attuale collocazione, sicuramente al tempo in cui la chiesa venne ricostruita nelle forme odierne alla metà del Settecento.

## Descrizione
L'opera segue un'impostazione compositiva molto canonica, con la Madonna col Bambino in gloria fra le nubi, nel registro superiore della tela, accompagnata da due figure in basso, san Martino a sinistra e santa Caterina a destra, in atteggiamento di adorazione. La Madonna è seduta su un'ampia falce di luna rovesciata, segno distintivo dell'opera, con due angioletti emergenti dalle nuvole a fianco. San Martino è riccamente vestito, mentre santa Caterina si regge sulla ruota dentata rotta del suo martirio. Sullo sfondo si vede invece un cielo scuro rigato da nubi che si perde all'orizzonte dietro un paesaggio montuoso.

## Stile
Paolo Guerrini, accanto alla nota del Fenaroli da lui pubblicata nel 1940, aggiunge che "sebbene non sia da mettersi fra le opere migliori di quel grande nostro artista, l'impronta morettiana risalta subito a chi guarda questa bella tela, che non è trascurabile ornamento della chiesa di Porzano". Camillo Boselli, nel suo studio del 1954, rifiuta di ritenerla un'opera secondaria e la vede come importante lavoro della prima maturità artistica, collocabile alla terza tappa di un ideale percorso formativo iniziato con i Santi Girolamo e Dorotea adorano Gesù nel sepolcro nella chiesa di Santa Maria in Calchera a Brescia e proseguito con la Madonna col Bambino in gloria con i santi Rocco, Martino e Sebastiano nella chiesa di Santa Maria delle Grazie, che in questa tela di Porzano giunge a un ulteriore traguardo. Sempre secondo il Boselli, la mano di san Martino è diretta erede di quella di san Rocco nella tela di Santa Maria delle Grazie e, allo stesso modo, l'intera composizione, che in questo caso "meglio si distende nella sua parte inferiore e respira più ampiamente, pur essendo i due santi inginocchiati nella quasi identica positura della teletta di Santa Maria in Calchera, ottenendo pertanto risultati più maturi sia luministici, sia compositivi, che preludono alle grandi opere inaugurate con l'Incoronazione di San Nazaro". Dopo altre considerazioni, prosegue analizzando la posizione dei due santi, "divergente verso il fondo (e la divergenza è sottolineata da quella magnifica ruota dentata), dà all'artista la possibilità di distendere un'ampia e quieta visione d'un paesaggio tranquillo". La tela è pertanto da collocare al termine della prima maturità del Moretto, appunto come preludio a quelle "grandi opere" prodotte durante la piena affermazione artistica, in particolare il dipinto citato dal Boselli che è appunto la diretta conseguenza della pala di Porzano, l'Incoronazione della Vergine con i santi Michele Arcangelo, Giuseppe, Francesco d'Assisi e Nicola di Bari nella collegiata dei Santi Nazaro e Celso a Brescia.